# CPT symetrie
Symetrie obrácení náboje, parity a času je základní symetrie fyzikálních zákonů pod současnou transformací nábojové konjugace (C), transformací parity (P) a obrácením času (T). CPT je jediná kombinace C, P a T, u níž je pozorováno, že je přesnou symetrií přírody na základní úrovni. CPT teorém říká, že CPT symetrie platí pro všechny fyzikální jevy nebo přesněji řečeno, že každá Lorentzovsky invariantní lokální kvantová teorie pole s hermitovským hamiltoniánem musí mít CPT symetrii.

## Historie
CPT teorém se poprvé implicitně objevil v práci Juliana Schwingera v roce 1951 k prokázání souvislosti mezi spinem a statistikou. V roce 1954 odvodili Gerhart Lüders a Wolfgang Pauli explicitnější důkazy, proto je tento teorém někdy znám jako Lüdersova–Pauliho věta. Zhruba ve stejné době a nezávisle byl tento teorém prokázán také Johnem Stewartem Bellem. Tyto důkazy jsou založeny na principu Lorentzovy invariance a principu lokality v interakci kvantových polí. Následně Res Jost podal obecnější důkaz v rámci axiomatické kvantové teorie pole.
Během pozdních 50. let bylo odhaleno narušení P symetrie u jevů týkajících se slabé interakce. Podobně bylo prokázáno narušení C-symetrie pro slabou interakci. Po krátký čas se předpokládalo, že CP symetrii zachovávají všechny fyzikální jevy, ale později bylo rovněž zjištěno narušení CP symetrie pro slabou interakci. To naznačovalo, že základní symetrií fyzikálních zákonů je CPT invariance.

## Odvození CPT teorému
Uvažujme lorentzovský boost (časoprostorové otočení nezahrnující čistě prostorové otočení) do pevného směru z. To lze interpretovat jako otočení časové osy do osy z s imaginárním parametrem otočení. Pokud by tento parametr otočení byl reálný, bylo by možné otočení o 180° pro obrácení směru času. Obrácení směru jedné osy je zrcadlením v prostoru s libovolným počtem dimenzí. Má-li prostor 3 rozměry, je to ekvivalentní k zrcadlení všech souřadnic, protože by mohlo být zahrnuto další otočení o 180° v x-y rovině.
To definuje CPT transformaci, pokud přijmeme Feynmanův-Stueckelbergův výklad antičástic jako odpovídajících částic cestujících zpět v čase. Tento výklad vyžaduje jisté analytické prodloužení, které je dobře definováno pouze pokud platí následující předpoklady:
1. Teorie je lorentzovsky invariantní,
2. Vakuum je lorentzovsky invariantní,
3. Energie je zdola omezená.

Když jsou výše uvedené předpoklady dodrženy, kvantová teorie může být rozšířena na Euklidovskou teorii, definovanou translací všech operátorů do imaginárního času pomocí hamiltoniánu. Komutační relace hamiltoniánu a generátorů Lorentzovy grupy zaručují, že Lorentzova invariance zahrnuje rotační invariance tak, že každý stav může být otočen o 180 stupňů.
Protože se sekvence dvou CPT zrcadlení rovná 360 stupňům rotace, změna fermionů může být popsaná dvěma CPT zrcadleními, zatímco změna bosonů ne. Tato skutečnost může být použita k prokázání teorému spinové statistiky.

## Důsledky
Důsledkem CPT symetrie je to, že se "zrcadlový obraz" našeho vesmíru, tedy otočení všech objektů s jejich pozicemi v libovolné rovině (odpovídající inverzi parity), obrácení všech hybností (odpovídající časové inverzi) a nahrazení veškeré hmoty antihmotou (což odpovídá nábojové inverzi), bude vyvíjet přesně podle známých fyzikálních zákonů. CPT transformace změní náš vesmír na jeho "zrcadlový obraz" a naopak. CPT symetrie je uznávána jako základní vlastnost fyzikálních zákonů.
V zájmu zachování této symetrie musí mít každé narušení kombinované symetrie dvou jejích složek (jako je CP) odpovídající narušení v třetí složce (v tomto případě T). Ve skutečnosti je to matematicky to samé. Tedy narušení T symetrie jsou často označovány jako narušení CP symetrie.
CPT teorém lze zobecnit, pokud vezmeme v úvahu pinové grupy.
V roce 2002 Oscar Greenberg dokázal, že narušení CPT symetrie znamená narušení Lorentzovy symetrie. Nicméně, Chaichiana spol. později platnost Greenbergova výsledku zpochybnili.
Ačkoli dosud nebylo nikdy experimentálně prokázáno narušení CPT symetrie ani Lorentzovy symetrie, probíhá v posledních letech řada pokusů o nalezení takového narušení. Podrobné srovnání výsledků bylo provedeno v roce 2011 Kosteleckym a Russellem.

## Další literatura
- Sozzi, M.S. (2008). Diskrétní symetrie a narušení CP symetrie. Oxford University Press. ISBN 978-0-19-929666-8.
- Griffiths, David J. (1987). Úvod do elementárních částic. Wiley, John & Sons, Inc. ISBN 0-471-60386-4.
- R. F. Streater and A. S. Wightman (1964). PCT, spin a statistika. Benjamin/Cummings. ISBN 0-691-07062-8.